# Women’s Cricket Super League 2016
Die Women’s Cricket Super League 2016 war die erste Saison der Women’s Cricket Super League der englischen Twenty20-Cricket-Liga für Franchises für Frauen. Die Saison wurde zwischen dem 30. Juli und dem 21. August 2016 ausgetragen. Im Finale konnten sich die Southern Vipers gegen die Western Storm mit 7 Wickets durchsetzen.

## Vorgeschichte
Das England and Wales Cricket Board hatte die Absicht, ein Franchise-basiertes Cricket-Turnier für Frauen zu etablieren. Es sollte das größte Turnier auf der nördlichen Hemisphäre werden und orientierte sich an der in Australien 2015 gestarteten Women’s Big Bash League (WBBL). Neben englischen Nationalspielerinnen wurden auch Spielerinnen aus Neuseeland, West Indies und aus Australien verpflichtet. Bei der Gründung hat das ECB einen Plan für vier Jahre aufgelegt, der insgesamt drei Millionen Pfund umfasste. Aus Sponsorengründen wurde das Turnier als Kia Super League vermarktet. Die Ausstrahlungsrechte für die Radioübertragungen sicherte sich die BBC. Sie sicherte sich die Rechte an 7 Matches sowie den Finals-Day und strahlte sie bei Test Match Special aus.

## Franchises
An der ersten Super League nahmen sechs Franchises teil.
| Mannschaften           | Heimstadion                               |
| ---------------------- | ----------------------------------------- |
| Lancashire Thunder     | Stanley Park, Old Trafford Cricket Ground |
| Loughborough Lightning | Haslegrave Ground                         |
| Southern Vipers        | Ageas Bowl                                |
| Surrey Stars           | The Oval, Woodbridge Road                 |
| Western Storm          | County Ground, Bristol County Ground      |
| Yorkshire Diamonds     | Headingley Stadium                        |

## Format
Die sechs Mannschaften spielten in einer Gruppe jeweils einmal gegen jedes andere Team. Für einen Sieg gab es zwei Punkte, für ein Unentschieden einen Punkt. Wenn die Run Rate einer Mannschaft um mehr als das 1,25-fache die des Gegners überstieg, wurde ein Bonuspunkt vergeben. Die erstplatzierte Mannschaft qualifizierte sich direkt für das Finale, während der Zweit- und Drittplatzierte zuvor ein Halbfinale bestritten.

## Gruppenphase
Tabelle
| Direkteinzug ins Finale      |
| Qualifiziert fürs Halbfinale |
| ---------------------------- |

| Teams                  | Sp. | S | N | U | R | NR | BP | Punkte | NRR    |
| ---------------------- | --- | - | - | - | - | -- | -- | ------ | ------ |
| Southern Vipers        | 5   | 4 | 1 | 0 | 0 | 0  | 3  | 11     | +1.437 |
| Western Storm          | 5   | 4 | 1 | 0 | 0 | 0  | 1  | 9      | +0.838 |
| Loughborough Lightning | 5   | 3 | 2 | 0 | 0 | 0  | 2  | 8      | +0.170 |
| Surrey Stars           | 5   | 2 | 3 | 0 | 0 | 0  | 1  | 5      | −0.274 |
| Yorkshire Diamonds     | 5   | 1 | 4 | 0 | 0 | 0  | 1  | 3      | −0.362 |
| Lancashire Thunder     | 5   | 1 | 4 | 0 | 0 | 0  | 0  | 2      | −1.724 |

Spiele
| 30. Juli Scorecard | Leeds | Loughborough Lightning 128-9 (20)          | – | Yorkshire Diamonds 85-10 (17.1) |
|                    |       | Loughborough Lightning gewinnt mit 43 Runs |   |                                 |

| 31. Juli Scorecard | Southampton | Surrey Stars 85-6 (20)                | – | Southern Vipers 88-4 (15.2) |
|                    |             | Southern Vipers gewinnt mit 6 Wickets |   |                             |

| 31. Juli Scorecard | Taunton | Lancashire Thunder 83-10 (18.3)     | – | Western Storm 86-6 (15.3) |
|                    |         | Western Storm gewinnt mit 4 Wickets |   |                           |

| 3. August Scorecard | Loughborough | Lancashire Thunder 164-8 (20)         | – | Loughborough Lightning 158-10 (19.5) |
|                     |              | Lancashire Thunder gewinnt mit 6 Runs |   |                                      |

| 4. August Scorecard | London | Yorkshire Diamonds 134-5 (20)      | – | Surrey Stars 135-4 (18.1) |
|                     |        | Surrey Stars gewinnt mit 6 Wickets |   |                           |

| 5. August Scorecard | Blackpool | Southern Vipers 132-4 (20)          | – | Lancashire Thunder 121-7 (20) |
|                     |           | Southern Vipers gewinnt mit 11 Runs |   |                               |

| 5. August Scorecard | Loughborough | Loughborough Lightning 158-8 (20)         | – | Western Storm 153-5 (20) |
|                     |              | Loughborough Lightning gewinnt mit 5 Runs |   |                          |

| 7. August Scorecard | Bristol | Surrey Stars 161-6 (20)             | – | Western Storm 165-5 (19.4) |
|                     |         | Western Storm gewinnt mit 5 Wickets |   |                            |

| 9. August Scorecard | Southampton | Southern Vipers 118-4 (20)          | – | Yorkshire Diamonds 64-10 (16.3) |
|                     |             | Southern Vipers gewinnt mit 54 Runs |   |                                 |

| 12. August Scorecard | Loughborough | Loughborough Lightning 168-6 (20)          | – | Surrey Stars 134-10 (19.5) |
|                      |              | Loughborough Lightning gewinnt mit 34 Runs |   |                            |

| 12. August Scorecard | Taunton | Southern Vipers 137-3 (20)          | – | Western Storm 140-2 (17.5) |
|                      |         | Western Storm gewinnt mit 8 Wickets |   |                            |

| 12. August Scorecard | Manchester | Yorkshire Diamonds 166-6 (20)          | – | Lancashire Thunder 71-10 (15) |
|                      |            | Yorkshire Diamonds gewinnt mit 95 Runs |   |                               |

| 14. August Scorecard | Southampton | Southern Vipers 156-4 (20)          | – | Loughborough Lightning 97-10 (18.5) |
|                      |             | Southern Vipers gewinnt mit 59 Runs |   |                                     |

| 14. August Scorecard | Leeds | Yorkshire Diamonds 118-10 (20)      | – | Western Storm 119-4 (16.3) |
|                      |       | Western Storm gewinnt mit 6 Wickets |   |                            |

## Play-offs

### Halbfinale
| 21. August Scorecard | Chelmsford | Loughborough Lightning 124-7 (20)   | – | Western Storm 128-5 (19.3) |
|                      |            | Western Storm gewinnt mit 5 Wickets |   |                            |

### Finale
| 21. August Scorecard | Chelmsford | Western Storm 140-5 (20)              | – | Southern Vipers 143-3 (18.5) |
|                      |            | Southern Vipers gewinnt mit 7 Wickets |   |                              |

## Statistiken
Die folgenden Cricketstatistiken wurden während der Saison erzielt.
| Twenty20        | Twenty20               | Twenty20 | Twenty20 | Twenty20 | Twenty20 | Twenty20 | Twenty20 | Twenty20 |
| Batting         | Batting                | Batting  | Batting  | Batting  | Batting  | Batting  | Batting  | Batting  |
| Spieler         | Mannschaft             | Spiele   | Innings  | Runs     | Average  | HS       | 100s     | 50s      |
| --------------- | ---------------------- | -------- | -------- | -------- | -------- | -------- | -------- | -------- |
| Stefanie Taylor | Western Storm          | 7        | 7        | 289      | 57,80    | 78*      | 0        | 2        |
| Suzie Bates     | Southern Vipers        | 6        | 6        | 232      | 46,40    | 57       | 0        | 2        |
| Heather Knight  | Western Storm          | 7        | 7        | 199      | 28,42    | 74       | 0        | 2        |
| Ellyse Perry    | Loughborough Lightning | 6        | 6        | 190      | 47,50    | 64*      | 0        | 1        |
| Natalie Sciver  | Surrey Stars           | 5        | 5        | 181      | 90,50    | 90*      | 0        | 1        |
| Bowling         |                        |          |          |          |          |          |          |          |
| Spieler         | Mannschaft             | Spiele   | Balls    | Wickets  | Average  | BBI      | 5W       | 10W      |
| Stefanie Taylor | Western Storm          |          | 156      | 11       | 16,09    | 4/14     | 0        | 0        |
| Suzie Bates     | Southern Vipers        |          | 122      | 9        | 13,77    | 2/8      | 0        | 0        |
| Anya Shrubsole  | Western Storm          |          | 156      | 9        | 16,22    | 5/23     | 1        | 0        |
| Linsey Smith    | Southern Vipers        |          | 108      | 8        | 11,50    | 4/10     | 0        | 0        |
| Hayley Matthews | Lancashire Thunder     |          | 107      | 8        | 12,12    | 3/25     | 0        | 0        |
| Aley Hartley    | Surrey Stars           |          | 120      | 8        | 13,75    | 3/11     | 0        | 0        |
| Rebecca Grundy  | Loughborough Lightning |          | 114      | 8        | 15,50    | 3/21     | 0        | 0        |